# قائمة الأسرى الذين أطلقت إسرائيل سراحهم في صفقة جلعاد شليط
هذه هي قائمة الأسرى الذين أفرجت عنهم إسرائيل كجزء من اتفاق تبادل الأسرى مع حماس لصالح الجندي في الجيش الإسرائيلي جلعاد شاليط، والمعروف باسم صفقة شاليط.
تم تنفيذ الاتفاق في مرحلتين حيث نُقل جلعاد شاليط من قطاع غزة إلى مصر ومن هناك إلى إسرائيل؛ في الوقت نفسه، أفرجت إسرائيل عن 477 معتقلاً في المرحلة الأولى، وفي المرحلة الثانية التي جرت خلال ديسمبر 2011، تم الإفراج عن 550 معتقلاً آخرين.
تم إطلاق سراح 1،027 معتقلاً بشكل رئيسي فلسطينيين وعرب 48، على الرغم من أنه كان بين المفرج عنهم معتقل سوري، وأوكراني، وأردني. ومن بين هؤلاء المفرج عنهم، كان هناك 280 معتقلاً حُكم عليهم بالسجن مدى الحياة بعد اتهامهم بتخطيط وتنفيذ هجمات ضد الإسرائيليين. ونقلت صحيفة "الحياة" السعودية عن الزعيم العسكري لحركة حماس أحمد الجعبري تأكيده أن المعتقلين الذين تم إطلاق سراحهم كانوا مسؤولين جماعياً عن قتل 569 مدنيًا إسرائيليًا.

## المرحلة الأولى: إطلاق سراح 477 سجيناً في 18 أكتوبر 2011
في المرحلة الأولى من صفقة تبادل الأسرى، أطلقت إسرائيل سراح 477 أسيرا، 450 رجلا و 27 امرأة.

## المرحلة الثانية: إطلاق سراح 550 سجيناً في ديسمبر 2011
تم إطلاق سراح 550 سجينًا متبقين في ديسمبر 2011. حددت إسرائيل وحدها قائمة الأسرى الذين سيتم الإفراج عنهم، على الرغم من التشاور مع مصر. وتألفت القائمة من 300 سجين من فتح، و 50 عضوا في الجبهة الشعبية لتحرير فلسطين، و 20 عضوا في الجبهة، والباقي ليس لهم انتماءات سياسية. وفقًا للمعايير الإسرائيلية، لم تكن أيدي أي من الذين تم اختيارهم للإفراج عنهم "ملطخة بالدماء".
تم إطلاق سراح الأسرى المتبقين البالغ عددهم 550 أسيرًا في ديسمبر 2011، حددت إسرائيل قائمة السجناء المطلق سراحهم، وتضمنت القائمة 300 سجين من حركة فتح، و50 من أعضاء الجبهة الشعبية لتحرير فلسطين، و20 من أعضاء الجبهة الديمقراطية لتحرير فلسطين، بينما لم يكن لدى الباقين انتماء محدد.

## أبرز الأسرى المفرج عنهم
- فرسان خليفة
- يحيى السنوار
- روحي مشتهى

## أنظر أيضا
- صفقة شاليط
- تبادل الأسرى بين إسرائيل وحزب الله 2008
- اتفاقية جبريل